# Pont romain de Pourcieux
Pour les articles homonymes, voir Pont romain (homonymie).
Le pont dit pont romain de Pourcieux, est un pont en maçonnerie situé sur la limite entre les communes de Pourcieux et Saint-Maximin-la-Sainte-Baume, situé sur l’ancienne Via Aurelia (voie romaine de Fréjus à Aix).
Le pont est désormais situé sous une portion de la route départementale RN7. L'édifice fait l’objet d'une protection depuis le 8 mars 1943.